# Kačik
Kačik (rus. Качик, ukr. Качик, krim. tat. Qaçıq) je slano jezero na jugu Kerčkog poluotoka  u Lenjinskom rajonu na Krimu. Jezero pripada Kerčkoj skupini jezera.
Slano Kojaško jezero i Uzunlarsko jezero nalaze se na istoku, a obala Crnog mora na jugu, iza prevlake široke 100 - 150 metara. Najbliže selo je Vulkanivka na zapadu.